# Roger Cotes

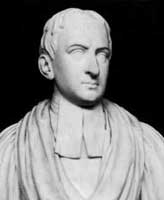
Roger Cotes (1682-1716)

Roger Cotes (ur. 10 lipca 1682 w Burbage, Leicestershire, zm. 5 czerwca 1716 w Cambridge) – angielski matematyk i astronom.

## Życiorys
W 1699 podjął studia w Trinity College Uniwersytetu w Cambridge, które ukończył z tytułem BA w 1702. Do 1705 pozostał na stypendium w Cambridge, a w styczniu 1706 został profesorem astronomii i eksperymentalnej filozofii. W 1711 wybrany członkiem Towarzystwa Królewskiego. 

## Praca naukowa
W latach 1709–1713 jako redaktor przygotowywał do druku drugie wydanie Principia Newtona, studiując to dzieło szczegółowo i dyskutując wiele zagadnień z autorem.
Badał logarytmy, spiralę logarytmiczną i pierwszy udowodnił równanie Eulera (w postaci logarytmicznej).